# Powiat Hodonín
Powiat Hodonín (czes. Okres Hodonín) – powiat w Czechach, w kraju południowomorawskim.
Jego siedziba znajduje się w mieście Hodonín. Powierzchnia powiatu wynosi 1086,36 km², zamieszkuje go 158 084 osób (gęstość zaludnienia wynosi 145,57 mieszkańców na 1 km²). Powiat ten liczy 81 miejscowości, w tym 8 miast.
Od 1 stycznia 2003 powiaty nie są już jednostką podziału administracyjnego Czech. Podział na powiaty zachowały jednak sądy, policja i niektóre inne urzędy państwowe. Został on również zachowany dla celów statystycznych.

## Struktura powierzchni
Według danych z 31 grudnia 2003 powiat ma obszar 1086,36 km², w tym:
- użytki rolne - 64,11%, w tym 77,79% gruntów ornych
- inne - 35,89%, w tym 69,05% lasów
- liczba gospodarstw rolnych: 2299

## Demografia
Dane z 31 grudnia 2003:
| Opis        | Ogółem  | Kobiety       | Mężczyźni     |
| ----------- | ------- | ------------- | ------------- |
| populacja   | 158 084 | 80 648 51,02% | 77 436 48,98% |
| średni wiek | 38,5    | 40,77         | 37,11         |

- gęstość zaludnienia: 145,57 mieszk./km²
- 47,25% ludności powiatu mieszka w miastach.

## Zatrudnienie
| Mieszkańcy ze stałym zatrudnieniem | 33 365       |
| Średnia pensja miesięczna          | 13 544 koron |
| Bezrobotni                         | 12 428       |
| Stopa bezrobocia                   | 15,8%        |

## Szkolnictwo
W powiecie Hodonín działają:
| Rodzaj szkoły                   | Liczba szkół |
| ------------------------------- | ------------ |
| Przedszkola                     | 78           |
| Szkoły podstawowe               | 65           |
| Gimnazja                        | 3            |
| Szkoły średnie techniczne       | 10           |
| Szkoły średnie ogólnokształcące | 13           |
| Szkoły wyższe                   | 2            |

## Służba zdrowia
| Lekarze                               | 434 |
| Szpitale                              | 2   |
| Specjalistyczne ośrodki terapeutyczne | -   |
| Gabinety dentystyczne                 | 75  |
| Apteki                                | 27  |

## Miejscowości
Miejscowości powiatu, miasta wyróżniono pogrubieniem:

- Archlebov
- Blatnice pod Svatým Antonínkem
- Blatnička
- Bukovany
- Bzenec
- Čejč
- Čejkovice
- Čeložnice
- Dambořice
- Dolní Bojanovice
- Domanín
- Dražůvky
- Dubňany
- Hodonín
- Hovorany
- Hroznová Lhota
- Hrubá Vrbka
- Hýsly
- Javorník
- Ježov
- Josefov
- Karlín
- Kelčany
- Kněždub
- Kostelec
- Kozojídky
- Kuželov
- Kyjov
- Labuty
- Lipov
- Louka
- Lovčice
- Lužice
- Malá Vrbka
- Mikulčice
- Milotice
- Mouchnice
- Moravany
- Moravský Písek
- Mutěnice
- Násedlovice
- Nechvalín
- Nenkovice
- Nová Lhota
- Nový Poddvorov
- Ostrovánky
- Petrov
- Prušánky
- Radějov
- Ratíškovice
- Rohatec
- Skalka
- Skoronice
- Sobůlky
- Starý Poddvorov
- Stavěšice
- Strážnice
- Strážovice
- Sudoměřice
- Suchov
- Svatobořice-Mistřín
- Syrovín
- Šardice
- Tasov
- Těmice
- Terezín
- Tvarožná Lhota
- Uhřice
- Vacenovice
- Velká nad Veličkou
- Veselí nad Moravou
- Věteřov
- Vlkoš
- Vnorovy
- Vracov
- Vřesovice
- Žádovice
- Žarošice
- Ždánice
- Želetice
- Žeravice
- Žeraviny